# ورزشگاه آجینوموتو
ورزشگاه توکیو (به ژاپنی: 東京スタジアム) یا ورزشگاه آجینومورو تاکا (به ژاپنی: 味の素スタジアム) یک ورزشگاه چندمنظوره (多目的スタジアム) است که در منطقهٔ چوفو در توکیو پایتخت ژاپن واقع شده‌است. این ورزشگاه در سال ۲۰۰۱ میلادی آمادهٔ بهره‌برداری شده‌است و گنجایش ۵۰٬۰۰۰ نفر را دارد. بازی‌های خانگی لیگ برتر فوتبال توکیو مربوط به دو تیم اف‌سی توکیو و توکیو وردی و همچنین برخی از بازی‌های فوتبال‌های لیگ‌های پایین‌تر نیز در این ورزشگاه انجام می‌گیرد. به غیر از فوتبال، این ورزشگاه جهت انجام فوتبال آمریکایی، راگبی و کنسرت موسیقی نیز مورد استفاده قرار می‌گیرد.

## ایستگاه‌های اطراف
مختصات جغرافیایی ۳۵°۳۹′۵۱٫۴″ شمالی ۱۳۹°۳۱′۳۷٫۷″ شرقی / ۳۵٫۶۶۴۲۷۸°شمالی ۱۳۹٫۵۲۷۱۳۹°شرقی
- خط کیئو، ایستگاه توبیتاکیو (飛田給駅) تا ورزشگاه ۵ دقیقه پیاده فاصله است.
- خط سیبو تاماگاوا، ایستگاه تاما تا ورزشگاه ۲۰ دقیقه پیاده فاصله است.